# طلعت جنيدي
طلعت جنيدي مواليد 26 نوفمبر 1943، هو لاعب كرة سلة مصري. مثّل منتخب بلاده. شارك في بطولة الرجال في دورة الألعاب الأولمبية الصيفية عام 1972.

## روابط خارجية
- طلعت جنيدي على موقع الاتحاد الدولي لكرة السلة (الإنجليزية)
- طلعت جنيدي على موقع سبورتس رفرنس (الإنجليزية)
- طلعت جنيدي على موقع أوليمبيديا (الإنجليزية)